# شيرمان إل. لوي
شيرمان إل. لوي (بالإنجليزية: Sherman L. Lowe)‏ هو كاتب سيناريو أمريكي، ولد في 18 أكتوبر 1894 في سولت ليك في الولايات المتحدة، وتوفي في 24 يناير 1968 في لوس أنجلوس في الولايات المتحدة.

## وصلات خارجية
- شيرمان إل. لوي على موقع IMDb (الإنجليزية)
- شيرمان إل. لوي على موقع أول موفي (الإنجليزية)
- شيرمان إل. لوي على موقع قاعدة بيانات الفيلم (الإنجليزية)
- شيرمان إل. لوي على موقع كينوبويسك (الروسية)